# Karen Bro
Karen Bro (født 31. marts 1964) er en dansk journalist og tidligere chefredaktør.
Bro blev uddannet fra Danmarks Journalisthøjskole i 1988 og har siden været ansat som indlandsredaktør i DR Nyheder og som nyhedschef på 24timer og Ekstra Bladet. Her var hun fra 2011 til august 2019 chefredaktør. 
Hun forlod stillingen for at være med til at etablere kvindemediet 5 Media, som hun dog allerede forlod efter få måneder grundet uenighed om linjen og strategien. Siden har hun arbejdet som selvstændig journalist og som blogger i Berlingske. 